# Des Papous dans la tête
Des Papous dans la tête est une émission hebdomadaire de France Culture, créée en 1984 par Bertrand Jérôme et produite par Françoise Treussard, diffusée le dimanche à midi jusqu'en juin 2017, puis le samedi à 20 h pour la dernière saison de septembre 2017 à juin 2018.
Il s'agissait de jeux radiophoniques et littéraires, voire impertinents, poétiques, souvent inventés par Bertrand Jérôme puis par Françoise Treussard, parfois par un participant. Les propositions de l'Oulipo, dont nombre des membres sont intervenus dans l'émission, en sont une inspiration primordiale ainsi que les grands rhétoriqueurs, les surréalistes et Jean Tardieu.

## Généralités
Inspiré des principes de l'OuLiPo, groupe de littérature inventive,, l'émission était diffusée en différé, longtemps enregistrée en studio par le « tailleur de son » Yann Paranthoën, de grand format, de 60 à 90 minutes selon les années. Plusieurs fois par an, des enregistrements publics étaient réalisés hors des studios et souvent en province.
Jean-Claude Vannier a composé la plus grande part de l'enveloppe musicale. Des musiques et chansons, toujours un peu décalées, servaient d'intermèdes entre les jeux.
De sa création à septembre 2004, l'émission était animée par Bertrand Jérôme assisté de Françoise Treussard, puis par Françoise Treussard seule après le décès de l'animateur.

« Les Papous et les Décraqués ont une histoire, faite de rencontres, on s’est connu, on s’est reconnu, on s’est perdu de vue, mais on a bien aimé le bout de chemin parcouru avec Gébé, Jean-Pierre Énard, Roland Dubillard, Christine Jacquet, Jean-Christophe Averty ou John Taylor, notre Japonais Kojiro Hitchikawa, Pierre Gripari, Catherine Rihoit, Roland Topor, Vassilis Alexakis bien sûr ou Jean-Claude Vannier, et j’en oublie, Jacques Bens, un des premiers à entrer dans nos jeux, et Georges Perec, dont les suggestions sont à l’origine de cette aventure et qui nous a donné le virus de la contrainte. »

— B.J. F.T. [Bertrand Jérôme, Françoise Treussard].
Le 27 août 2018, Françoise Treussard annonce que l'émission ne reprendra pas à la rentrée 2018. Cette décision, prise sur une volonté personnelle de la productrice, a surpris la direction de France Culture, mais aussi les participants à l'émission.
En juillet 2019, France Culture a diffusé une nouvelle émission, L'Épingle du jeu, animée par Odile Conseil, reprenant en grande partie l'idée et les intervenants des Papous,. Cependant, diffusée en été et à un horaire inhabituel, l'émission n’a pas réussi à convaincre les auditeurs et s'est arrêtée au bout de 4 épisodes.

## Participants

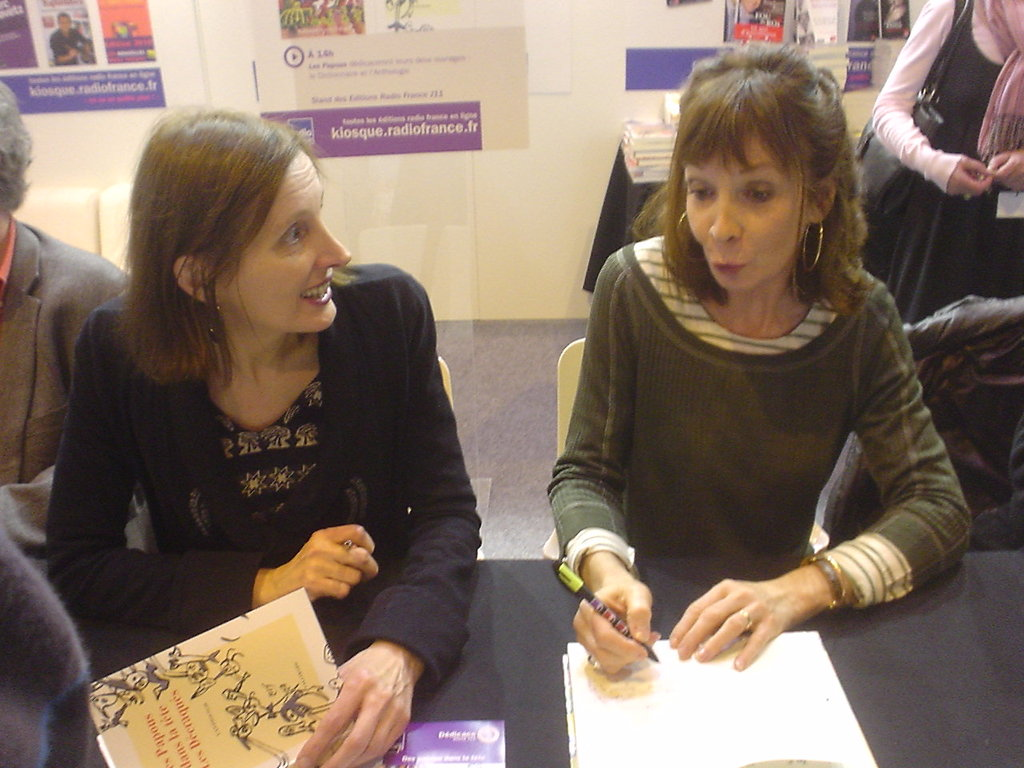
Eva Almassy et Françoise Treussard (participante et productrice de l'émission).

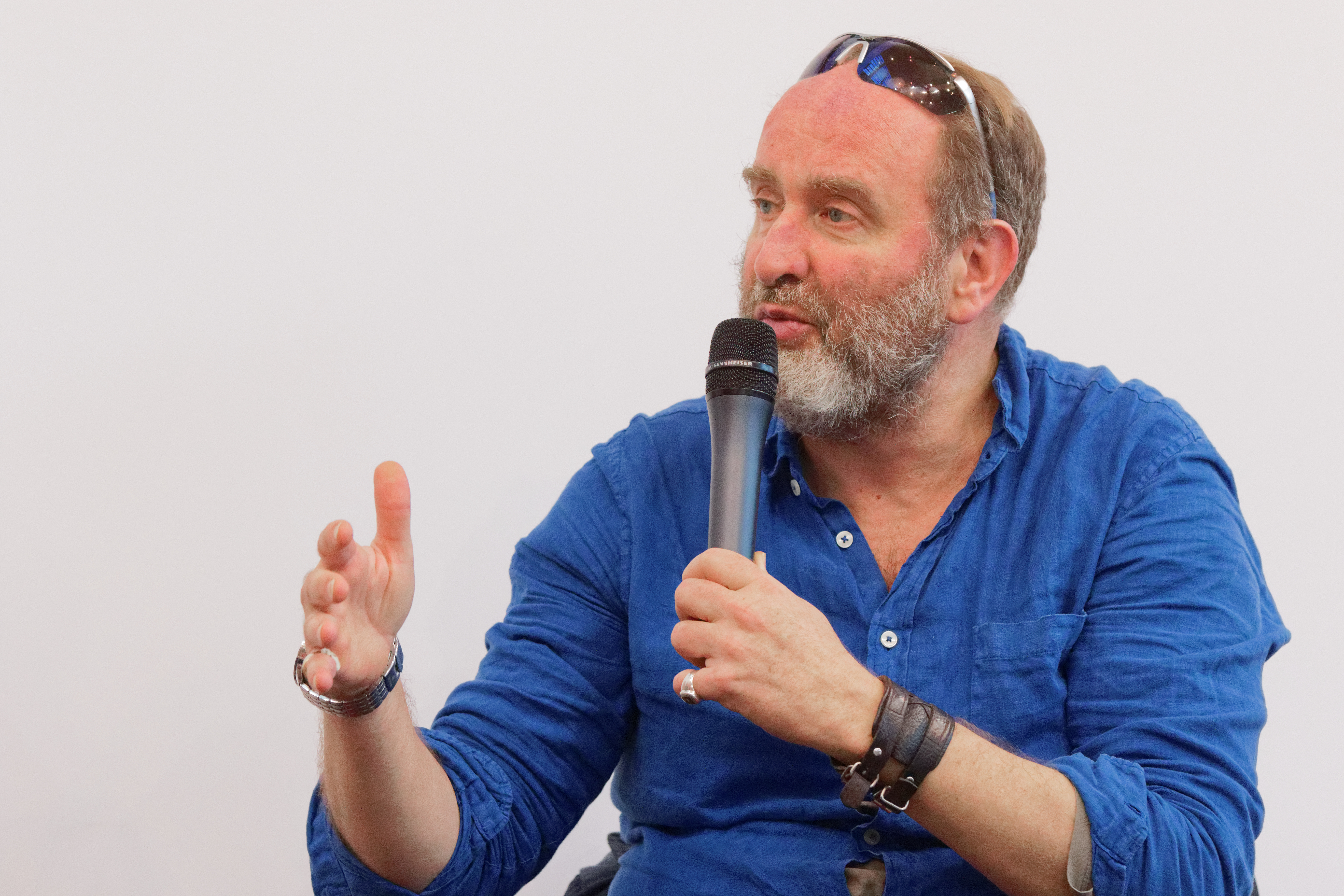
L'écrivain Serge Joncour.

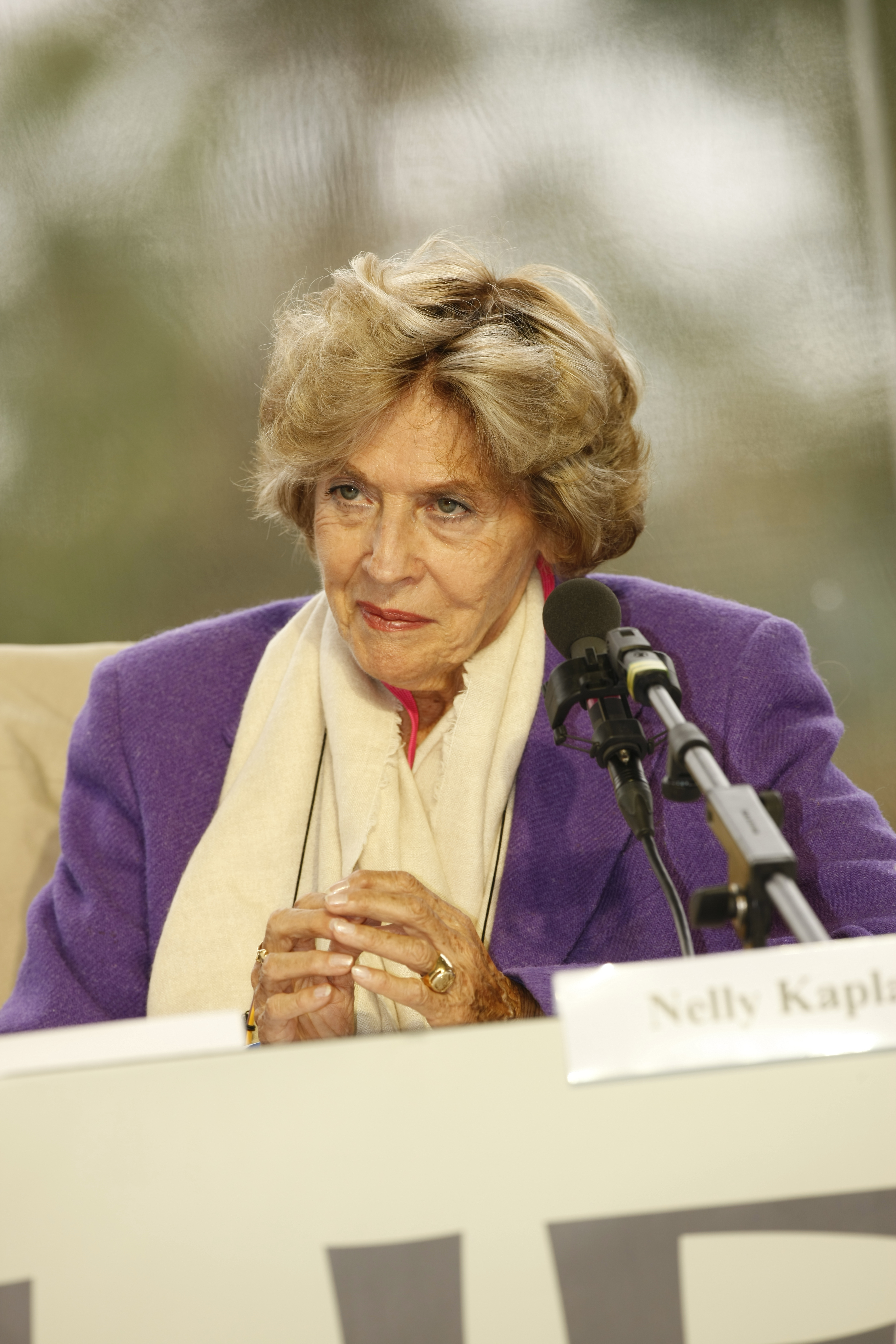
La cinéaste Nelly Kaplan.

De nombreuses personnalités ont plusieurs fois participé à cette émission, dont notamment :
- Éric Aeschimann, journaliste et écrivain
- Vassilis Alexakis, écrivain
- Eva Almassy, écrivain
- Jean-Christophe Averty, producteur radio-télévision
- Christiane Baroche
- Jacques Bens, écrivain, membre de l'Oulipo
- Jacques A. Bertrand, écrivain
- Patrick Besnier, professeur de littérature
- Christine Bravo, écrivain, animatrice
- Claire Bretécher, dessinatrice de presse
- Véronique Brindeau
- Emmanuel Brouillard, agent du trésor et écrivain
- François Caradec, écrivain, membre de l'Oulipo
- Jehanne Carillon, metteuse en scène
- Patrice Caumon, peintre
- Éric Cénat
- Jérôme Clément, écrivain, ancien président d'Arte
- Odile Conseil, journaliste
- Henri Cueco, peintre et écrivain
- Hélène Delavault, chanteuse lyrique
- Patrice Delbourg, écrivain, journaliste
- Sophie Divry, écrivain
- Roland Dubillard, auteur de théâtre
- Pascal Fioretto, écrivain, journaliste
- Paul Fournel, écrivain, membre de l'Oulipo
- Lucas Fournier, essayiste
- Gébé, dessinateur, rédacteur en chef
- Gabrielle Godart
- Sylvain Goudemare, libraire d'ancien et écrivain
- Pierre Gripari, écrivain
- Éric Holder, écrivain
- Christine Jacquet, écrivain
- Serge Joncour, écrivain
- Jacques Jouet, écrivain, membre de l'Oulipo
- Nelly Kaplan, cinéaste, écrivain
- Guy Konopnicki, écrivain, journaliste
- Gilbert Lascault, écrivain, professeur d'esthétique
- Hervé Le Tellier, écrivain, linguiste, membre de l'Oulipo
- Lorraine Lévy, cinéaste
- David Mc Neil, chanteur auteur compositeur, écrivain
- Clémentine Mélois, artiste plasticienne et photographe, membre de l'Oulipo
- Patrice Minet, comédien
- Ian Monk, écrivain, poète et traducteur, membre de l'Oulipo
- Gérard Mordillat, cinéaste, écrivain
- Ricardo Mosner, artiste peintre, sculpteur
- Dominique Muller, écrivain
- Frédéric Pagès, journaliste
- Claude Piéplu, comédien
- Patrice Pluyette, écrivain
- Jean-Bernard Pouy, écrivain
- Frédéric Rauser
- Violaine Schwartz, comédienne et chanteuse
- Roland Topor, dessinateur
- Sandrine Treiner
- Jacques Vallet, écrivain
- Christian Zeimert, artiste peintre

## Jeux
- 10 mots pour une histoire
- nouvelles Amours ou les amours d'Annette
- les Anniversaires occultés
- Aphorismes et périls
- le jeu des Apparences
- l'Autruche à l'eau
- les Bouts rimés, ou Rimes de hasard pour poèmes à notre façon
- Brève histoire des choses
- la Chasse aux inédits
- le Clavecin bien trempé, ou Jeu des homophonies approximatives
- Constats et résolutions pour la nouvelle année
- l'art du Contrepet honnête, ou Un petit mot sur la porte
- le Courrier des lecteurs
- les Cueco de la littérature, ou L'art du pastiche
- Culture parc
- Diagnostic littéraire « à l'aveugle »
- le Dico poétique des œuvres
- le Dictionnaire des Papous
- la Dissertation du dimanche
- Droit de réponse (un héros de fiction — souvent mécontent — répond à son auteur)
- Drôles d'épistoliers
- État de chose
- Exercices de style
- Experts contre faussaires
- Fables avec moralité, ou les nouveaux Fabulistes
- les Funambules de la ritournelle
- les Gens c'est rien que des sales types
- les Grands airs des aires de repos
- Instant chronique
- l'Inventaire de (nom d'un participant)
- Inventaire pour mémoire...
- Kyrielle
- la Leçon de peinture
- la Lettre et son brouillon
- Lettres en chanson et répliques de cinéma
- Lettres inattendues
- Lettres de vacances
- lip et lip et Lipogramme
- L.S.D : Léger Strabisme Divergent, ou Un regard tordu sur la peinture
- Manipulations littéraires
- Même les paranoïaques ont des ennemis, ou Les bonnes ou mauvaises raisons de se méfier
- Les folies Mnémotechniques
- splendeur et misère des Modes d'emploi
- Moi aussi j'ai fait du sport
- Morceau de choix pour collectionneurs
- des Mots nouveaux pour le dire
- Mots de saison pour histoires à notre façon
- les Mystères du téléphone
- les Nouvelles bios pour un dico
- à vos Pamphlets !
- quand un Papou lit un autre Papou
- Papouétiquement vôtre
- Parlons-nous de la même chose ?
- Parodia
- les Périphraseurs, ou Les gonfleurs de texte, ou Pourquoi faire simple quand on peut faire compliqué
- Petites formes avec abus de contraintes
- Phrases élastiques pour histoire brève
- les Plagiaires réunis
- Promenade au bout de la langue
- une page de Publipapoucité
- Qu'est-ce que tu as encore inventé, Leonard ?
- Quelques jours ailleurs ...
- à Quoi tu penses ?
- les bonnes Résolutions
- les classes de Rhétorique, ou Vous avez la parole
- le petit Rimailleur illustré
- Roman inachevé
- Roman interactif
- votre Scénario m'intéresse
- vos Scènes préférées au cinéma
- du côté de chez Signe ...
- Striptease littéraire
- les Suites allitératives
- Le jeu des Suppositions (Supposes que tu t'appelles ...)
- Témoignages croisés
- la Textée
- le Tourisme minimal
- Tout ce que vous ne voudriez surtout pas être ou faire dans la vie

| Images des Papous… | Images des Papous… | Images des Papous… |
| ------------------ | ------------------ | ------------------ |
|                    |                    |                    |

## Publications
Deux ouvrages notables :
- Collectif[10], Des Papous dans la tête. Les Décraqués. L'Anthologie, dessin de couverture de Ricardo Mosner, livre + CD audio, Paris, Gallimard/France Culture, 2004  (ISBN 2-07-077153-9)

Les Editions Gallimard ont publié un ouvrage rassemblant les moments les plus amusants des Papous dans la tête sous la forme d’un dictionnaire instructif, poétique, jalonné de néologismes:

—Embistrature: Moment précis où l’on ralentit le pas en se demandant si par hasard on ne se serait pas trompé de chemin.

—Barbavisules: Explications que l’on donne à propos d’une chose à laquelle on n’a soi-même rien compris.

—Pétégoumer: Réciter des phrases de Jean d’Ormesson, en faisant claquer sa langue pour savourer la beauté du texte.

- Françoise Treussard et collectif, Le Dictionnaire des Papous, Gallimard, 2007:

Ce dictionnaire reprend, trois ans après le précédent ouvrage, de nouvelles définitions parmi les plus ludiques et les plus poétiques de la langue française, toujours créées par les participants de cette émission.